# Diócesis de Middlesbrough
La diócesis de Middlesbrough (en latín: Dioecesis Medioburgensis y en inglés: Roman Catholic Diocese of Middlesbrough) es una circunscripción eclesiástica de la Iglesia católica en el Reino Unido. Se trata de una diócesis latina, sufragánea de la arquidiócesis de Liverpool. Desde el 17 de noviembre de 2007 su obispo es Terence Patrick Drainey.

## Territorio y organización
La diócesis tiene 10 360 km² y extiende su jurisdicción sobre los fieles católicos de rito latino residentes en Inglaterra en parte de los condados de Yorkshire del Norte y Yorkshire del Este.
La sede de la diócesis se encuentra en la ciudad de Middlesbrough, en donde se halla la Catedral de Santa María.
En 2023 en la diócesis existían 68 parroquias agrupadas en 4 decanatos: Northern, Central, Coastal y Southern.

## Historia
La diócesis fue erigida por el papa León XIII el 20 de diciembre de 1878 mediante el breve Quae ex hac, tras la división de la diócesis de Beverley, que cubría todo el territorio de Yorkshire: al sur del río Ouse la diócesis de Leeds, y al norte del mismo río la diócesis de Middlesbrough. La ciudad de York se encontró dividida entre las dos nuevas diócesis. Originalmente era sufragánea de la arquidiócesis de Westminster.
El 28 de octubre de 1911 pasó a formar parte de la provincia eclesiástica de la arquidiócesis de Liverpool.
En 1982 las dos parroquias de York, situadas al sur del río Ouse, fueron cedidas por la diócesis de Leeds para unificar la ciudad de York bajo un solo obispo. En 2004 la parroquia de Howden fue transferida de Middlesbrough a la diócesis de Leeds.

## Estadísticas
Según el Anuario Pontificio 2024 la diócesis tenía a fines de 2023 un total de 97 700 fieles bautizados.
| Año                                                                             | Población            | Población | Población      | Sacerdotes | Sacerdotes    | Sacerdotes    | Bautizados por sacerdote | Diáconos permanentes | Religiosos | Religiosos | Parroquias |
| Año                                                                             | Bautizados católicos | Total     | % de católicos | Total      | Clero secular | Clero regular | Bautizados por sacerdote | Diáconos permanentes | Varones    | Mujeres    | Parroquias |
| ------------------------------------------------------------------------------- | -------------------- | --------- | -------------- | ---------- | ------------- | ------------- | ------------------------ | -------------------- | ---------- | ---------- | ---------- |
| 1950                                                                            | 95 256               | 1 012 857 | 9.4            | 235        | 139           | 96            | 405                      |                      | 160        | 489        | 74         |
| 1970                                                                            | 88 384               | 1 081 433 | 8.2            | 234        | 140           | 94            | 377                      |                      | 114        | 286        | 86         |
| 1980                                                                            | 84 786               | 1 161 170 | 7.3            | 220        | 138           | 82            | 385                      |                      | 117        | 241        | 91         |
| 1990                                                                            | 85 536               | 1 174 231 | 7.3            | 185        | 119           | 66            | 462                      |                      | 88         | 215        | 90         |
| 1999                                                                            | 88 807               | 1 143 000 | 7.8            | 176        | 117           | 59            | 504                      | 4                    | 101        | 149        | 91         |
| 2000                                                                            | 87 942               | 1 143 000 | 7.7            | 163        | 99            | 64            | 539                      | 6                    | 106        | 151        | 91         |
| 2001                                                                            | 87 430               | 1 143 000 | 7.6            | 161        | 99            | 62            | 543                      | 8                    | 102        | 149        | 86         |
| 2002                                                                            | 87 217               | 1 139 764 | 7.7            | 155        | 93            | 62            | 562                      | 9                    | 75         | 139        | 85         |
| 2003                                                                            | 85 000               | 1 135 000 | 7.5            | 148        | 92            | 56            | 574                      | 11                   | 65         | 142        | 81         |
| 2004                                                                            | 81 995               | 1 134 000 | 7.2            | 148        | 93            | 55            | 554                      | 11                   | 60         | 139        | 80         |
| 2013                                                                            | 89 100               | 1 188 000 | 7.5            | 146        | 86            | 60            | 610                      | 16                   | 64         | 118        | 70         |
| 2016                                                                            | 95 000               | 1 280 000 | 7.4            | 133        | 74            | 59            | 714                      | 19                   | 67         | 111        | 69         |
| 2019                                                                            | 96 080               | 1 294 800 | 7.4            | 118        | 69            | 49            | 814                      | 19                   | 55         | 91         | 66         |
| 2021                                                                            | 96 920               | 1 306 400 | 7.4            | 103        | 62            | 41            | 940                      | 17                   | 44         | 85         | 68         |
| 2023                                                                            | 97 700               | 1 317 135 | 7.4            | 115        | 56            | 59            | 849                      | 12                   | 65         | 72         | 68         |
| Fuente: Catholic-Hierarchy, que a su vez toma los datos del Anuario Pontificio. |                      |           |                |            |               |               |                          |                      |            |            |            |

## Episcopologio

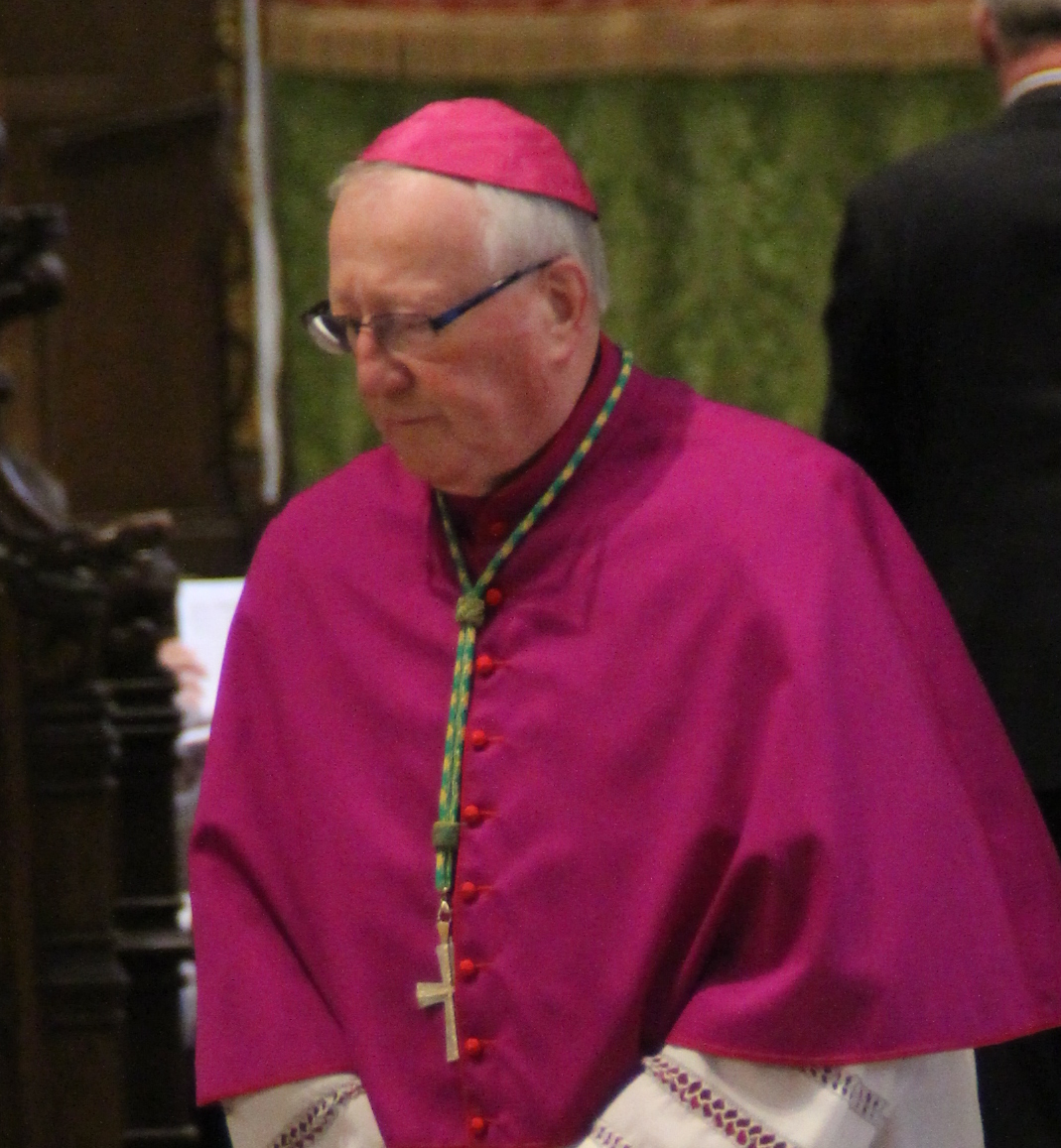
Terence Patrick Drainey, obispo de Middlesbrough desde 2007

- Richard Lacy † (12 de septiembre de 1879-11 de abril de 1929 falleció)
- Thomas Shine † (11 de abril de 1929 por sucesión-22 de noviembre de 1955 falleció)
- George Brunner † (4 de abril de 1956-13 de junio de 1967 retirado[nota 1])
- John Gerard McClean † (13 de junio de 1967 por sucesión-28 de agosto de 1978 falleció)
- Augustine Harris † (10 de noviembre de 1978-3 de noviembre de 1992 retirado)
- John Patrick Crowley (3 de noviembre de 1992-3 de mayo de 2007 retirado)
- Terence Patrick Drainey, desde el 17 de noviembre de 2007